# Бурсілись
Бурсілись (комі бурсьылысьяс — «співаки добра», рос. бурсьылысь, бурсьылысьяс) — течія у православ'ї у комі на початку ХХ століття. Дослідник Ю. В. Гагарін, який писав про бурсілись у роки радянської влади, пов'язував виникнення руху з незадоволенням селян-комі офіційною церквою та русифікаторською політикою, яку вона проводила. Однак після встановлення влади більшовиків, на думку Гагаріна, рух набув антирадянської соціальної та політичної спрямованості, хоч зберігався і національний характер.

## Виникнення

Усть-Куломський район, Республіка Комі

Рух бурсілись виник в останні роки ХІХ століття у зв'язку з діяльністю мешканця села Мийолдино (Усть-Куломський район) Степана Єрмоліна, який був залучений місцевим священиком для перекладів проповідей мовою комі. Пізніше Степан почав робити письмові переклади біблійних текстів на комі, писати власні релігійні пісні і тексти та самостійно проводити релігійні бесіди із селянами.
Початкові перевірки його текстів Вологодською консисторією не виявили відхилень від православної ортодоксії, однак у 1905 році йому вже було заборонено «вчителювати», а пізніше кілька разів оштрафовано та заборонено виїздити з села.
Тим не менше, релігійний рух продовжував поширюватися на півдні нинішньої Республіки Комі, що у 1910-х роках вимусило Вологодський та Тотемський єпископат спеціально зайнятися пропагандою проти бурсілись; рекомендувалося відлучити Єрмоліна від церкви.

## Релігійна практика
Головним елементом релігійної практики стали «бур кывзöм» (духовні бесіди) — зібрання, які відбувалися вдома у послідовників Єрмоліна і тривали зазвичай цілий день. Під час зборів проводилися проповіді та роз'яснення писання, читалися релігійні тексти, виконувалися складені Єрмоліним та іншими проповідниками пісні та гімни.
Ведучий зборів сидів в кутку під іконами, у перших рядах перед ним сиділи жінки, подалі — чоловіки. Щоби не відволікатися під час співів, чоловіки затуляли собі обличчя руками, жінки — хустками.
Проявом особливої благодаті вважалися видіння та пророцтва. Єрмолін стверджував, що «як сонце не видно через хмари, так де в кого на очах та серці є полуда, щоб не зрозуміти явища духовні».
У 1920-х роках, після смерті Степана Єрмоліна, з'явився новий елемент релігійної практики — «розпинання». Під час зустрічей послідовників бурсілись деякі її учасники падали на підлогу без свідомості, а за деякий час «воскресали», розповідаючи про свої видіння.

## Після російської революції
Після 1917 і до середини 1920-х років кількість послідовників бурсілись зростала. Під час зібрань громад течії почали обговорюватися господарчі та політичні питання. Більшовицька влада пов'язувалося з приходом антихриста. Бурсілись чинили спротив колективізації, ухилялися від контактів із владою, відмовлялися віддавати дітей до «безбожних шкіл».
Значну частину громад стали очолювати жінки-проповідниці, більше людей ставало «пророками», яких, за донесенням ОДПУ, станом на 1925 рік було близько 80. Бурсілись зазнали репресій, у 1930-х активність руху помітно зменшилася, хоч він і не був остаточно знищений.

## Останній сплеск та зникнення
Рух знову активізувався з початком російсько-німецької війни, відновилися групові моління та пророцтва. Наприкінці 1940-х років частина мешканців села Мийолдіно відмовлялася вступати до колгоспів, ходили чутки про те, що незабаром розпочнеться війна із США, і СРСР паде. Окремі групи послідовників бурсілись зберігалися у 1960-х роках. Наприкінці 1960-х помер останній пророк руху.

## Спадщина руху
Експедиції, проведені у 1972 та 1999–2000 роках, зафіксували відсутність окремих груп бурсілись та релігійних практик, характерних для руху. Однак у той же час обидві експедиції засвідчили, що і доти під час народних обрядів та домашніх зібрань виконувалися пісні бурсілись. За даними останньої з експедицій переклади псалмів мовою комі, зроблені бурсілись, подекуди включалися до церковних богослужінь.